# イバラガニ
イバラガニ（Lithodes turritus）は、タラバガニの一種である。日本、東シナ海、台湾、フィリピンの水深300-812m（984-2664フィート）の領域で見られる。